# Suprotec Racing
Suprotec Racing (Супротек Рейсинг) — российская автогоночная команда, выступающая на отечественных и мировых соревнованиях. Команда была создана 18 марта 2016 года. Датой основания команды считается покупка автомобиля «Нива» ВАЗ-2329, которая в результате модификации стала спортивным прототипом «Нива Superproduction». Участники команды - Борис Гадасин, Андрей Новиков входят в шорт-лист пилотов FIA. В сезоне 2018 года пилотом "Нивы" стал Дмитрий Воронов, мастер спорта, обладатель Кубка России по ралли, 2-х кратный Чемпион России по ралли. Воронов сменил А. Потапова, выступавшего в сезоне 2016-2018.

## История
Первостепенными целями команды являются:
- Создание отечественной автомобильной спортивной команды[3], представляющей возможности российской научной и инженерной мысли, спортивного опыта, способной конкурировать с лидерами в ралли-рейдах международного уровня в категории T1 «Super production»
- Проведение испытаний новейших технологических разработок в области автохимии по поддержанию рабочих характеристик автомобиля

На данный момент, команда представлена пятью автомобилями, экипажи участвуют в зачетах T1, T3 и R.
В 2016 году автомобили обслуживались на базе команды «ГАЗ Рейд Спорт» в городе Ульяновск, Россия, где Ниву подготавливали к Шёлковому пути. На сезон 2017 года команда перебазировалась в мастерскую «G-Force Motorsport» в город Санкт-Петербург, Россия.

## Спортивная команда
| Пилот                                                        | Штурман            | Машина               | Класс |
| ------------------------------------------------------------ | ------------------ | -------------------- | ----- |
| Андрей Новиков                                               | Владимир Новиков   | G-Force Барс         | Т1    |
| Борис Гадасин                                                | Дмитрий Павлов     | G-Force Барс         | Т1    |
| Андрей Рудской                                               | Евгений Загороднюк | G-Force Барс         | Т1    |
| Мария Опарина                                                | Сергей Лебедев     | Can Am Maverick      | Т3    |
| Александр Потапов                                            | Алексей Кузьмич    | Нива Superproduction | T1*   |
| * В чемпионате и кубке России участвует в классе рейд-спорт. |                    |                      |       |

## Гонки

### Сезон 2016
- Первой гонкой, в которой участвовала команда «Suprotec Racing» является "Золото кагана — 2016", проходившая с 27 по 30 апреля[4], участники:
  - УАЗ 31622, экипаж: Александр Потапов и Павел Милосердов
  - Polaris RZR XP 1000, экипаж: Мария Опарина и Сергей Лебедев
- Дебютной гонкой в которой принял участие флагман команды — «Нива Superproduction», стал ралли-рейд «Великая степь — Дон» проходивший с 10 по 12 июня 2016 года[5], участники:
  - Polaris RZR XP 1000, экипаж: Сергей Калинин и Дмитрий Калинин
  - Polaris RZR XP 1000, экипаж: Мария Опарина и Сергей Лебедев
  - ВАЗ-2329, экипаж: Александр Потапов и Павел Милосердов
- 8 июля 2016 года, в городе Москве стартовал ралли-марафон «Шёлковый путь», участники:
  - LAND ROVER RANGE ROVER (G-Force Proto NL+), экипаж: Андрей Рудской и Евгений Загороднюк
  - ВАЗ-2329, экипаж: Александр Потапов и Павел Милосердов
  - Polaris RZR XP 1000, экипаж: Мария Опарина и Александр Терентьев

24 июля все экипажи успешно дошли до финишного подиума в Пекине, Китай.
- 11-14 августа 2016 года, в поселке Тихань, Веспрем, Венгрия, этап FIA «HunGarian Baja» [7], участники:
  - G-Force Proto NL+, экипаж: Борис Гадасин и Евгений Загороднюк
- 3 сентября 2016 года, этап чемпионата России по ралли-рейдам «Великая степь — Шелковый путь», участники:
  - G-Force Proto NL+, экипаж: Борис Гадасин и Дмитрий Павлов
  - G-Force Proto NL+, экипаж: Андрей Рудской и Евгений Загороднюк
  - ВАЗ-2329, экипаж: Александр Потапов и Александр Терентьев
  - Polaris RZR XP 1000, экипаж: Мария Опарина и Сергей Лебедев
  - Mitsubishi Pajero, экипаж: Михаил Мулюкин и Руслан Мосолов
  - Mitsubishi Pajero, экипаж: Олег Максимов и Антон Плетенев

7 сентября 2016 года финишировали все экипажи, кроме экипажа Олега Максимова.
- 27-29 октября 2016 года, Пиренейский полуостров, этап FIA  Баха «Portalegre 500»[8], участники:
  - G-Force Proto NL+, экипаж: Борис Гадасин и Дмитрий Павлов
  - G-Force Proto NL, экипаж: Андрей Новиков и Владимир Новиков
  - G-Force Proto NL+, экипаж: Андрей Рудской и Евгений Загороднюк

### Сезон 2017
- 21-22 января 2017 года, этап кубка России Баха «Снежная битва», участники:
  - G-Force Proto NL, экипаж: Андрей Новиков и Владимир Новиков
  - G-Force Proto NL+, экипаж: Борис Гадасин и Дан Щемель
  - G-Force Proto NL+, экипаж: Андрей Рудской и Евгений Загороднюк
- 24-26 февраля 2017 года прошел этап чемпионата России Баха «Россия — Северный Лес 2017», участники:
  - G-Force BARS, экипаж: Андрей Новиков и Владимир Новиков
  - G-Force BARS, экипаж: Андрей Рудской и Евгений Загороднюк
  - G-Force BARS, экипаж: Борис Гадасин и Дан Щемель
  - ВАЗ-2329, экипаж: Александр Потапов и Алексей Кузьмич
- 27-30 апреля 2017 года прошел этап чемпионата России Баха «Крым», участники:
  - ВАЗ-2329 Супротек, экипаж: Александр Потапов и Алексей Кузьмич
  - G-Force BARS, экипаж: Андрей Новиков и Владимир Новиков
  - G-Force BARS, экипаж: Борис Гадасин и Дмитрий Павлов
  - Can Am Maverick, экипаж: Мария Опарина и Сергей Лебедев
- 02-04 июня 2017 года прошел этап 3-й этап чемпионата России «Великая степь - Дон»[9], участники:
  - ВАЗ-2329 Нива Супротек, экипаж: Александр Потапов и Алексей Кузьмич (технический сход)
  - G-Force BARS, экипаж: Андрей Новиков и Владимир Новиков
  - G-Force BARS, экипаж: Борис Гадасин и Дмитрий Павлов
  - Can Am Maverick, экипаж: Мария Опарина и Таисия Штанева
- 29-31 июля 2017 года прошел 2-й этап Кубка России зачет абсолютный и R, 1-й Кубка России зачет N и T3, 2-й этап Кубка России по кросс-кантри ралли, Баха «Коломна 2017»[10], участники:
  - ВАЗ-2329 Нива Супротек, экипаж: Александр Потапов и Таисия Штанева
  - G-Force BARS 4, экипаж: Андрей Рудской и Евгений Загороднюк
  - KTM, экипаж: Иван Ли
- 25-27 августа 2017 года прошел 3-й этап Кубка России по ралли-рейдам зачеты - абсолютный (Т1), Т2, Т3, R, N, 3-й этап Кубка России по кросс-кантри ралли, 4-й этап чемпионата России зачеты - абсолютный (Т1), Т2, Т3, R, «Великая степь - Волга» (г. Саратов) [11], участники:
  - ВАЗ-2329 Нива Супротек, экипаж: Александр Потапов и Алексей Кузьмич
  - G-Force BARS, экипаж: Андрей Новиков и Владимир Новиков
  - G-Force BARS, экипаж: Андрей Рудской и Евгений Загороднюк
  - G-Force BARS, экипаж: Борис Гадасин и Дмитрий Павлов
  - Can Am Maverick, экипаж: Мария Опарина и Таисия Штанева
  - KTM: Иван Ли
- 21-25 сентября 2017 года прошел 3-й этап Чемпионата России по кросс-кантри ралли, 5-й этап чемпионата России по ралли-рейдам зачеты - абсолютный (Т1), Т2, Т3, R, «Великая степь - Шелковый путь» (г. Астрахань),[12], участники:
  - ВАЗ-2329 Нива Супротек, экипаж: Александр Потапов и Алексей Кузьмич
  - G-Force BARS, экипаж: Андрей Новиков и Владимир Новиков
  - G-Force BARS, экипаж: Андрей Рудской и Евгений Загороднюк
  - G-Force BARS, экипаж: Борис Гадасин и Дмитрий Павлов
  - Can Am Maverick, экипаж: Мария Опарина и Александр Алексеев
  - KTM: Иван Ли
- 25-28 августа 2017 года прошел 11 этап Кубка мира по ралли-рейдам (кросс-кантри ралли), из состава команды Супротек Рейсинг было заявлено 3 экипажа:
  - G-Force BARS, экипаж: Андрей Новиков и Владимир Новиков
  - G-Force BARS, экипаж: Андрей Рудской и Евгений Загороднюк - отозвали заявку
  - G-Force BARS, экипаж: Борис Гадасин и Дан Щемель

Автомобили экипажей Бориса Гадасина (перед последним этапом гонки занимавший 3 место) и Андрея Новикова на трассе получили повреждения и не смогли финишировать.

### Сезон 2018
- 31 декабря 2017 - 14 января 2018 года участники ралли-марафона Africa Eco Race
  - G-Force BARS, экипаж: Андрей Рудской и Евгений Загороднюк [13]
- 26 мая 2018 - 29 мая 2018 года Ралли Казахстан 2018, Кубок Мира по ралли-рейдам [14].
  - G-Force BARS экипаж: Борис Гадасин и Игорь Петенко, стартовый номер 207, технический сход
  - G-Force BARS экипаж: Андрей Н и Владимир Н, стартовый номер 209, технический сход
  - G-Force BARS экипаж: Андрей Рудской и Евгений Загороднюк , стартовый номер 212,

## Достижения команды

### Общие результаты
| Гонка                              | Экипаж                              | Машина       | Место | Класс |
| ---------------------------------- | ----------------------------------- | ------------ | ----- | ----- |
| «Ралли Казахстан», этап Кубка Мира | Борис Гадасин и Дмитрий Павлов      | G-Force BARS | НК    | T1    |
| «Ралли Казахстан», этап Кубка Мира | Андрей Рудской и Евгений Загороднюк | G-Force BARS | 8     | T1    |
| «Ралли Казахстан», этап Кубка Мира | Андрей Н и Владимир Н               | G-Force BARS | НК    | T1    |

### Итоги сезона 2017
В командном зачете Чемпионата России по ралли-рейдам 2017 года команда Супротек Рейсинг заняла 1 место .
В индивидуальном зачёте пилотов (первых водителей):
1. Зачёт пилотов Т1 (абслют): 1 место - Новиков Андрей, 3 место - Гадасин Борис, 8 место - Рудской Андрей.
2. Зачёт пилотов R: 4 место - Потапов Александр.
3. Зачёт пилотов T3: 2 место - Мария Опарина.

В индивидуальном зачёте штурманов (вторых водителей):
1. Зачёт штурманов Т1 (абслют): 1 место - Новиков Владимир, 3 место - Павлов Дмитрий, 8 место - Загороднюк Евгений.
2. Зачёт штурманов R: 5 место - Кузьмич Алексей.
3. Зачёт штурманов T3: 2 место - Алексеев Александр, 3 место - Лебедев Сергей.

### Общие результаты
| Гонка                                                         | Экипаж                               | Машина              | Место  | Класс            |
| ------------------------------------------------------------- | ------------------------------------ | ------------------- | ------ | ---------------- |
| «Золото кагана — 2016»                                        | Мария Опарина и Сергей Лебедев       | Polaris RZR XP 1000 | 2      | T3               |
| «Великая степь — Шелковый путь» 2016                          | Борис Гадасин и Дмитрий Павлов       | G-Force Proto NL+   | 1      | T1               |
| «Великая степь — Шелковый путь» 2016                          | Андрей Рудской и Евгений Загороднюк  | G-Force Proto NL+   | 3      | T1               |
| «Великая степь — Шелковый путь» 2016                          | Мария Опарина и Сергей Лебедев       | Polaris RZR XP 1000 | 2      | T3               |
| "Шёлковый путь 2016"                                          | Андрей Рудской и Евгений Загороднюк  | G-Force Proto NL    | 21     | T1               |
| "Шёлковый путь 2016"                                          | Мария Опарина и Александр Терентьев  | Polaris RZR XP 1000 | 42     | T3               |
| "Шёлковый путь 2016"                                          | Александр Потапов и Павел Милосердов | ВАЗ-2329            | 43     | T1               |
| Баха «Снежная битва» 2017 (Кубок России)                      | Андрей Новиков и Владимир Новиков    | G-Force Proto NL    | 1      | T1               |
| Баха «Снежная битва» 2017 (Кубок России)                      | Андрей Рудской и Евгений Загороднюк  | G-Force Proto NL+   | 2      | T1               |
| Баха «Россия — Северный Лес 2017»                             | Андрей Новиков и Владимир Новиков    | G-Force Proto NL+   | 2      | T1               |
| Баха «Крым» 2017                                              | Александр Потапов и Алексей Кузьмич  | ВАЗ НИВА «Супротек» | 1      | R                |
| Баха «Крым» 2017                                              | Мария Опарина и Сергей Лебедев       | Can Am Maverick     | 2      | T3               |
| «Великая степь — Дон» 2017                                    | Андрей Новиков и Владимир Новиков    | G-Force BARS        | 1      | T1               |
| «Великая степь — Дон» 2017                                    | Борис Гадасин и Дмитрий Павлов       | G-Force BARS        | 3      | T1               |
| "Шёлковый путь 2017"                                          | Мария Опарина и Таисия Штанева       | Maverick X3 XRS DPS | 1 (15) | T3 (абс.)        |
| Баха «Коломна» 2017 (Кубок России)                            | Андрей Рудской и Евгений Загороднюк  | G-Force BARS        | 1      | T1 (абс.)        |
| Баха «Коломна» 2017 (Кубок России)                            | Александр Потапов и Таисия Штанева   | ВАЗ-2329 Нива       | 1      | R                |
| Баха «Коломна» 2017 (Кубок России)                            | Иван Ли                              | KTM                 | 3      | Мотозачет        |
| «Великая степь - Волга» 2017 (Чемпионат России/Кубок России)  | Андрей Рудской и Евгений Загороднюк  | G-Force BARS        | 2/1    | T1               |
| «Великая степь - Волга» 2017 (Чемпионат России/Кубок России)  | Андрей Новиков и Владимир Новиков    | G-Force BARS        | 4/ -   | T1               |
| «Великая степь - Волга» 2017 (Чемпионат России/Кубок России)  | Борис Гадасин и Дмитрий Павлов       | G-Force BARS        | 3/ -   | T1               |
| «Великая степь - Волга» 2017 (Чемпионат России/Кубок России)  | Мария Опарина и Таисия Штанева       | Can Am Maverick     | 2/2    | T3               |
| «Великая степь - Волга» 2017 (Чемпионат России/Кубок России)  | Александр Потапов и Алексей Кузьмич  | ВАЗ-2329 Нива       | 4/4    | R                |
| «Великая степь - Волга» 2017 (Чемпионат России/Кубок России)  | Иван Ли                              | KTM                 | 2      | Мотозачет        |
| «Великая степь - Шелковый путь» 2017 (Чемпионат России)       | Андрей Рудской и Евгений Загороднюк  | G-Force BARS        | НК     | T1               |
| «Великая степь - Шелковый путь» 2017 (Чемпионат России)       | Андрей Новиков и Владимир Новиков    | G-Force BARS        | 1      | T1               |
| «Великая степь - Шелковый путь» 2017 (Чемпионат России)       | Борис Гадасин и Дмитрий Павлов       | G-Force BARS        | 2      | T1               |
| «Великая степь - Шелковый путь» 2017 (Чемпионат России)       | Мария Опарина и Александр Алексеев   | Can Am Maverick     | 2      | T3               |
| «Великая степь - Шелковый путь» 2017 (Чемпионат России)       | Александр Потапов и Алексей Кузьмич  | ВАЗ-2329 Нива       | НК     | R                |
| «Великая степь - Шелковый путь» 2017 (Чемпионат России)       | Иван Ли                              | KTM                 | 3      | Мотозачет        |
| Africa Eco Race 2018                                          | Андрей Рудской и Евгений Загороднюк  | G-Force BARS        | 2/10   | T1.1/T1          |
| Баха России «Северный лес» 2018 (Чемпионат России/Кубок мира) | Андрей Рудской и Евгений Загороднюк  | G-Force BARS        | 2/6    | абс. (ЧР)/кубок  |
| Баха России «Северный лес» 2018 (Чемпионат России/Кубок мира) | Борис Гадасин и Дан Щемель           | G-Force BARS        | НК     | абс. (ЧР)/кубок  |
| Баха России «Северный лес» 2018 (Чемпионат России/Кубок мира) | Мария Опарина и Таисия Штанева       | Can Am Maverick     | 2/3    | T3               |
| Баха России «Северный лес» 2018 (Чемпионат России/Кубок мира) | Дмитрий Воронов и Анна Завершинская  | ВАЗ-2329 Нива       | 1/3    | R (ЧР)/абс. (ЧР) |

## Галерея
- "Барс 4", Андрей Рудской, Супротек Рейсинг, Баха "Снежная битва" 2017
- "Нива", Александр Потапов, Баха "Северный лес", 2017
- "Барс 1", Андрей Новиков, Супротек Рейсинг, Баха "Снежная битва" 2017